# Hannu Haarala
Hannu Haarala (født 15. august 1981 i Helsinki, Finland) er en finsk tidligere fodboldspiller (højre back). 
Haarala spillede to kampe for Finlands landshold i 2005. Der var tale om to venskabskampe mod henholdsvis Cypern og Letland. På klubplan repræsenterede han HJK Helsinki og FC Honka i hjemlandet samt hollandske SC Heerenveen.

## Titler
Veikkausliiga
- 2002 med HJK Helsinki

Suomen Cupen
- 2000 med HJK Helsinki